# A Very Wicked Halloween
A Very Wicked Halloween è uno speciale televisivo andato in onda su NBC il 29 ottobre 2018 per celebrare i 15 anni dell'omonimo musical.

## Performance
- "One Short Day" – Cast di Wicked
- "As Long As You're Mine" – Ledisi e Adam Lambert
- "Popular – Kristin Chenoweth
- "What Is This Feeling?" – Pentatonix
- "Defying Gravity" – Idina Menzel
- "The Wizard and I" – Ariana Grande
- "For Good" – Kristin Chenoweth e Idina Menzel